# Heinrich Friedrich Dietrich Sigismund von Horn
Heinrich Friedrich Dietrich Sigismund von Horn	(* 8. Juni 1806 in Kurzen Trechow; † 18. Dezember 1883 in Glogau) war ein preußischer Generalleutnant.

## Leben

### Herkunft und Familie
Heinrich Friedrich Diedrich Sigismund war Angehöriger derer von Horn zu Ranzin. Seine Eltern waren der preußische Stabskapitän im Infanterieregiment „Alt-Larisch“ (Nr. 26), seit 1813 Major in Mecklenburg-Schweriner Diensten, Caspar Detlef Friedrich von Horn (1776–1839), und Elisabeth Amalie Charlotte, geborene von Plüskow (1787–1867).
Er vermählte sich 1849 in Berlin mit Malwine Philippine Helene Burckert (1815–1882), Tochter des Berliner Obermedizinalrats Johann Gottlieb Burkert. Aus der Ehe sind drei Kinder hervorgegangen, darunter Erna Elisabeth Philippine (* 1851), vermählt mit Viktor Freiherrn von Grotthuß, Hauptmann à la suite des Infanterieregiments Nr. 40.

### Werdegang
Horn absolvierte seinen Schulbesuch ab dem Jahr 1820 im mecklenburgischen Bützow. Seine Laufbahn in der preußischen Armee begann er 1823 als Grenadier im renommierten Kaiser-Alexander-Grenadier-Regiment und avancierte im selben Jahr zum Portepeefähnrich. 1825 war er ebd. aggregierter Sekondeleutnant, wurde 1829 einrangiert und stieg 1841 zum Premierleutnant auf. Seit 1847 war er als Hauptmann auch Kompaniechef und nahm an der Niederwerfung der Revolutionskämpfe in Berlin (1848) und Dresden (1849) teil. Seinem Aufstieg zum Major 1852 folgte die Stellung des 2. Kommandeurs des I. Bataillons (Hamm) des 4. Garde-Landwehrregiments 1855. Er erhielt seine Beförderung zum Obristleutnant 1857 und wurde 1858 Bataillonskommandeur im 32. Infanterieregiment. Mit seinem Aufstieg zum Oberst 1859 wurde er Kommandeur des 9. Infanterieregiments und erhielt im selben Jahr den Roten Adlerorden IV. Klasse. Im Zuge des Januaraufstandes wurde er 1863 zur Besetzung der Grenze in Polen kommandiert.
1864 wurde er unter Stellung à la suite des Grenadierregiments Nr. 9 Kommandeur der 18. Infanteriebrigade und avancierte anschließend zum 1864 zum Generalmajor. den Roten Adlerorden II. Klasse mit Eichenlaub hat er 1866 erhalten und anschließend im Deutschen Krieg an den Gefechten bei Nachod, Skalitz und Schweinschädel sowie der Schlacht bei Königgrätz teil. Noch im selben Jahr hat er den Charakter als Generalleutnant und die Schwerter zum Roten Adlerorden II. Klasse mit Eichenlaub erhalten. Ebenfalls 1866 wurde Horn mit Pension zur Disposition gestellt.